# Sosias

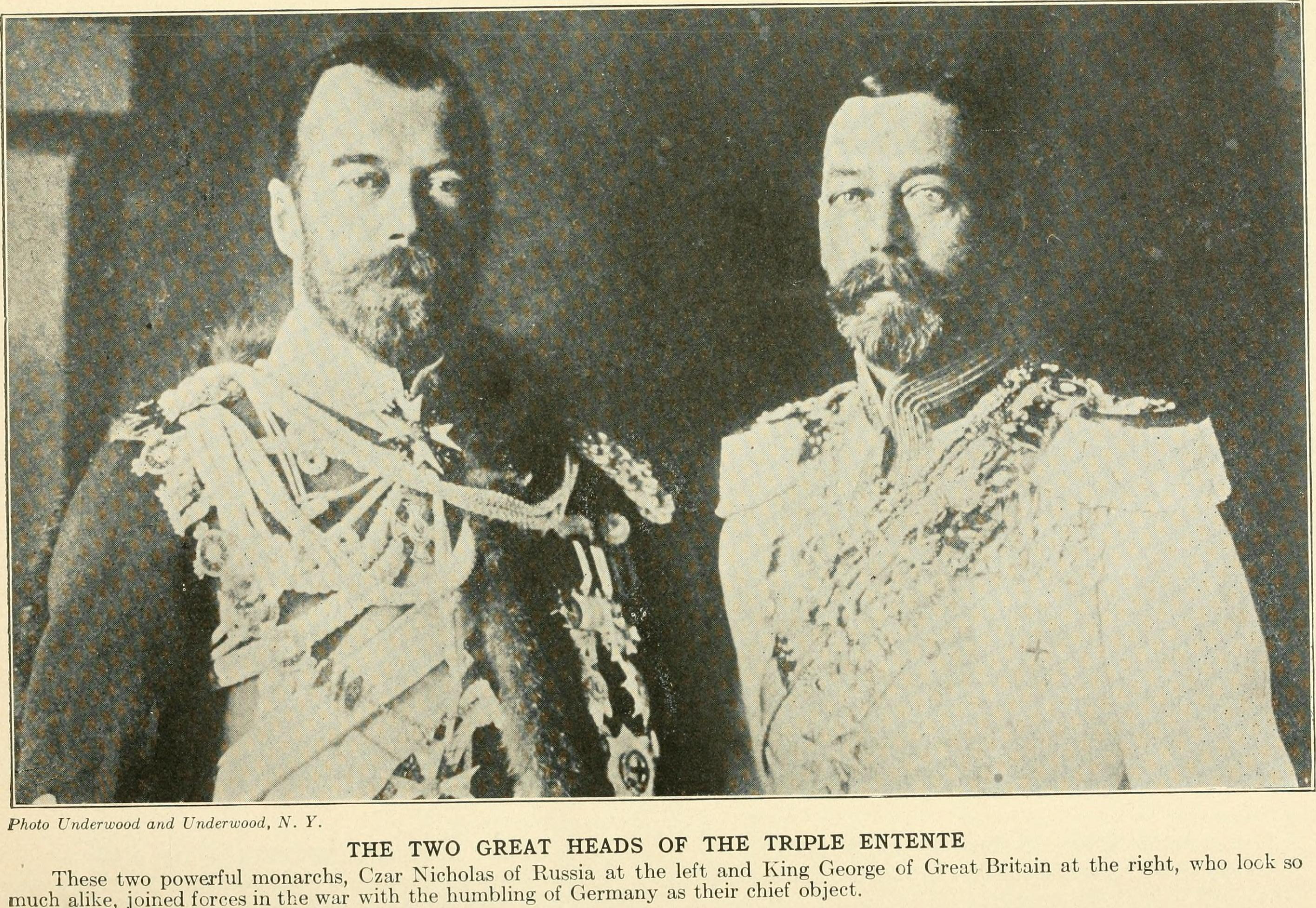
Los primos Nicolás II, zar de Rusia (izq.) y Jorge V, rey del Reino Unido (foto de 1913).

Se denomina sosias a la persona que tiene mucho parecido o similitud con otra, sin existir parentesco o relación entre ellas, hasta tal punto que pueden llegar a confundirse. Es también un tópico literario frecuente que ha conocido distintos desarrollos, usos y expresiones.
La palabra proviene de la obra Anfitrión (Amphitruo) de Plauto, en la que Mercurio se hace pasar por Sosias, el criado del general Anfitrión, para ayudar a Júpiter a seducir a Alcmena, esposa del mismo general.
Aunque la pronunciación etimológica es [sósia(s)], con diptongo entre las dos vocales contiguas, en algunos países de América del Sur se ha extendido la pronunciación con hiato sosías: «Abelardo —mi copia, mi alter ego, mi sosías— vino a despedirse con emoción» (Delgado Sub-América [Ven. 1992]).

## Características y tipologías
El término sosias tiene distintos y parecidos equivalentes en los siguientes adjetivos: dobles, impostores, imitadores, suplantadores de identidad, doble personalidad o personalidad múltiple. 

### Dobles políticos
La utilización de sosias de personajes políticos importantes se hizo sobre todo como protección en situaciones muy expuestas al peligro, en que es necesario desviarlo mediante un señuelo, pero también para desahogar la apretada agenda de estos. Casos renombrados durante la Segunda Guerra Mundial fueron Winston Churchill, Adolf Hitler, Rudolf Hess, José Stalin y Bernard Law Montgomery. Posteriormente Nicolae Ceaușescu. En la década de 2000 puede nombrarse el caso de Sadam Huseín. Existen referencias no confirmadas de sosias para Isabel II del Reino Unido y Pablo VI.

### Especialistas de acción
En el ámbito del espectáculo (la magia o, particularmente, el cine) existen los llamados especialistas o dobles de acción (también denominados dobles de cuerpo cuando se trata de escenas sexuales o de escenas en que el actor está lejos, para ahorrar costes de producción), los cuales reemplazan a los actores de cine en escenas de riesgo y son contemplados de tal forma por la cámara (a distancia y/o de espaldas) o se caracterizan de tal manera que apenas se aprecian las diferencias. Incluso se ha recurrido en época moderna a los llamados dobles virtuales, siluetas electrónicas con la apariencia de un actor fallecido construidas informáticamente.
Hay casos en los que se da el parecido entre dos personajes relevantes. El animador de TV francés Julien Lepers podría ser el gemelo del actor estadounidense Michael Keaton.

### El doble como tema literario y cinematográfico
El romano Plauto usó el artificio del doble o gemelo impostor en diversas comedias por sus posibilidades cómicas de enredar la trama y provocar confusión: Los dos Menecmos, Anfitrión, etc. que suscitaron imitaciones modernas del artificio por parte de Tirso de Molina (Don Gil de las calzas verdes o a lo divino en el auto Los hermanos parecidos, donde el doble del hombre es Cristo), Shakespeare (La comedia de las equivocaciones), Molière (Anfitrion), Carlo Goldoni (I due gemelli veneziani) etc. El juez y ensayista del renacimiento francés Michel de Montaigne quedó desconcertado por el caso real de Martín Guerre, que inspiró diversas obras literarias y cinematográficas muy posteriores y alimentó su radical escepticismo. 
Juan Herrero Cecilia distingue entre dos grandes clases de dobles de ficción: "El doble subjetivo, ya sea de carácter «interno» (el yo interior fragmentado o escindido en dos personalidades opuestas)," como en El vizconde demediado de Italo Calvino, o de carácter «externo» (el yo repetido o desdoblado en «otro», en un ser exterior diferente con el que se identifica el yo del personaje y, a veces, se transforma, como en Zarasia la maga o Papilio Siderum de José María Merino) "y el doble objetivo, que parece una copia idéntica y separada de otro individuo el cual se va a preguntar si las leyes ordinarias del mundo han sido perturbadas". Dobles subjetivos aparecen en La muerta enamorada (Théophile Gautier), El extraño caso del Dr. Jekyll y Mr. Hyde (Stevenson), El rincón agradable (Henry James), La noche boca arriba (Julio Cortázar) o El viajero sobre la tierra (Julien Green), entre otros. Del objetivo, menos frecuente, pueden citarse Fuerte como la muerte de Guy de Maupassant o Brujas la muerta de Georges Rodenbach.
El tema del doble o doble personalidad, más o menos asociado con el del Doppelgänger, ha inspirado la literatura en novelas como El prisionero de Zenda y Rupert de Hentzau del autor Anthony Hope. Y es que en el siglo XIX se plasma quizá en la represión psicológica victoriana, con su necesidad de expresar lo monstruoso, según Sigmund Freud, o la falta de identidad burguesa, según Karl Marx, entre otras teorías explicativas, en obras como William Wilson, de Edgar Allan Poe, y otras obras de E. T. A. Hoffmann (Los elixires del diablo, 1816); James Hogg (Memorias y confesiones privadas de un pecador justificado); Fiodor Dostoyevski (El doble, 1846), Robert Louis Stevenson (El extraño caso del doctor Jekyll y mister Hyde) y Oscar Wilde (El retrato de Dorian Gray). Otras veces el original se encuentra con un doble fantasmal o muerto (José de Espronceda, en El estudiante de Salamanca; José Zorrilla, en El capitán Montoya; Leopoldo Alas, en "Mi entierro"), o con un doble moral opuesto ("La borgoñona", de Emilia Pardo Bazán). Y hay muchos ejemplos más. Asimismo, el poeta del postromanticismo tiende a expresarse con una máscara de otro a través de la forma del monólogo dramático, que llevó a su perfección Robert Browning, y otros poetas empezaron a sentir la necesidad de desdoblarse en heterónimos, como el ortónimo poeta portugués Fernando Pessoa, o en complementarios o apócrifos, como el poeta español Antonio Machado; no diferente es la necesidad de suplantar incluso el estilo de un autor, presente en los pasticheurs o autores de pastiches literarios, por ejemplo, en el ámbito hispánico, Conrado Nalé Roxlo. Un paralelo se encuentra en los falsificadores de arte famosos que han llegado incluso a reproducir el espíritu de un autor o músico, incluso en el arte de la copia y variación Pop de Andy Warhol. En el caso del cine, pueden citarse películas como The Wrong Man, Psicosis o Vértigo de Alfred Hitchcock, Identidad, Kagemusha, la famosa escena del restaurante en Pulp Fiction, Los niños del Brasil o Moon; el caso del doble muerto aparece en escritores como Philip K. Dick o en películas como Abre los ojos, Source Code o en los sueños surrealistas de Fresas salvajes de Ingmar Bergman, y tiene correspondencia real con la leyenda urbana del no muerto, que puede ser Elvis Presley o cualquier otra figura famosa.
Miguel de Unamuno escribió sobre el tema su tragedia El otro (1926). El escritor argentino Jorge Luis Borges utilizó el tema en varios poemas y prosas. También el escritor peruano Julio Ramón Ribeyro toma como eje el tema de los sosias en su cuento titulado: «Doblaje». En el libro El hombre duplicado de José Saramago, el personaje principal se encuentra con otro personaje idéntico a él. La novelista de tema criminal Patricia Highsmith también ha creado un personaje, el estafador y asesino ocasional Tom Ripley, que en un ciclo de novelas utiliza la suplantación de identidad para poder vivir. Hay otras variantes, como la usurpación del cuerpo mediante la posesión demoniaca o el uso moderno de la llamada autoficción. En ciencia ficción, el tema aparece con el desarrollo científico de clones humanos. En Argentina, la película Gran Valor, con la actuación de Juan Carlos Calabró y Graciela Alfano, trata sobre un sosias que toma el lugar de un decente empleado de escribanía, para poder escaparse con el dinero a depositar.

### El doble psicológico
Jung habla del doble enantiodrómico. Y en el ámbito de la psiquiatría se da el síndrome de Capgras, en el cual el paciente cree que una persona cercana o conocida ha sido reemplazada por un impostor. Y el trastorno de identidad disociativo, que puede fragmentar la conciencia.

### El mito del doble
Existe un mitema, el de los mellizos divinos, que se repite en distintas religiones: los Dioscuros Cástor y Polux entre los griegos; Rómulo y Remo entre los romanos; Nara y Narayana entre los hindúes; Hunahpú e Ixbalanqué entre los mayas; Lado y Lada entre los eslavos, etcétera.

### La belleza repetida
En los medios audiovisuales (cine, televisión, vídeos, música, etc) existen multitud de ejemplos de parecidos razonables o sosias. A menudo la belleza o la fotogenia están detrás de parte del éxito mediático y, por eso, en estos mundos se repiten personas con patrones físicos, faciales y corporales, casi idénticos, rasgos considerados bellos o atractivos, e idóneos para desarrollar sus profesiones mediáticas. A veces también hay cierta búsqueda por parte de las agencias de casting de patrones reconocibles por el gran público: el nuevo James Dean o la nueva Audrey Hepburn. Podrían servir como ejemplos de estrellas sosias Brad Pitt y Robert Redford, o Tom Hardy y Logan Marshall-Green, o Margot Robbie y Samara Weaving, etc.